# Luigi Pacini
Luigi Pacini (Pupillo, Toscana, Itàlia, 1767 - 1837) fou un compositor i cantant italià.
Era pare del cèlebre compositor Giovanni Pacini. En ocasió de la inauguració del Teatro Carcano, se li donà el rol de baríton buffo, i des de llavors adquirí una justa reputació en aquest gènere.
Anteriorment havia desenvolupat els papers de tenor seriós, que també li donaren fama. El 1829 cantà per última vegada en el teatre La Scala de Milà, en el que havia escoltat durant la seva vida artística nombrosos aplaudiments, i el 1830 el duc de Lucca l'anomenà professor de cant del Conservatori de Viareggio, càrrec que desenvolupà fins a la seva mort.